# Faustin-Archange Touadéra

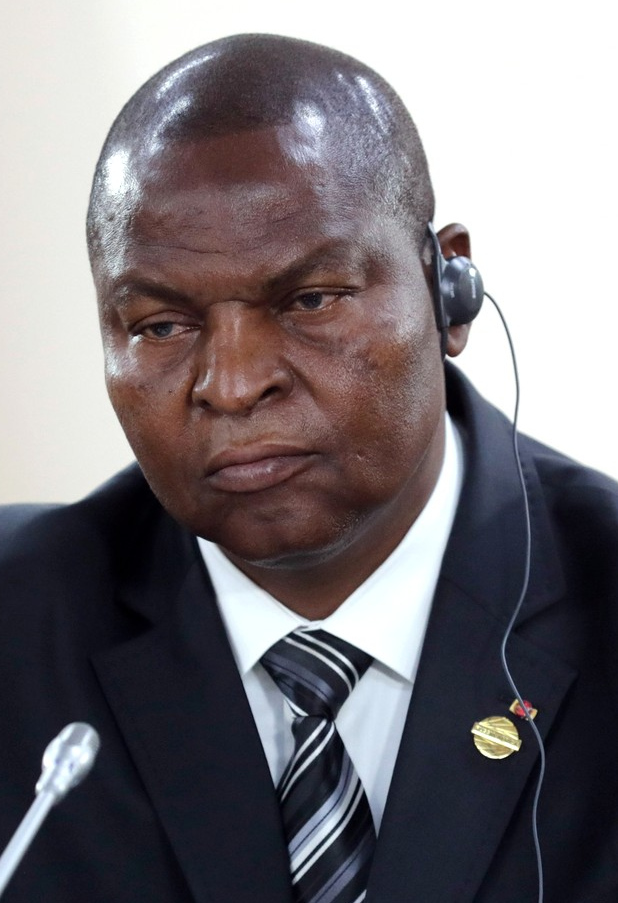
Faustin-Archange Touadéra (2019)

Faustin-Archange Touadéra (* 21. April 1957 in Bangui) ist ein parteiloser Politiker aus der Zentralafrikanischen Republik. Er war von Januar 2008 bis Januar 2013 Regierungschef und ist seit dem 30. März 2016 Präsident seines Landes.

## Leben und Politik
Touadéras Familie stammt aus Damara. Er studierte in Kamerun und Frankreich Mathematik. Vor Beginn seiner politischen Laufbahn war Touadéra als Universitätsprofessor in Bangui tätig. 2004 wurde er zum Vizekanzler der Universität Bangui ernannt.
Er ging aus der Präsidentschaftswahl am 14. Februar 2016 als Sieger hervor und wurde am 30. März desselben Jahres als neuer Präsident vereidigt. Auch bei der Präsidentschaftswahl 2020/21 gewann Touadéra.
Präsident Faustin-Archange Touadéra erzielte trotz der Unterstützung durch französische Truppen und der UN-Mission MINUSCA aus der Sicht von Beobachtern wenig Erfolge gegen Rebellengruppen in der ZAR. Nachdem der UN-Sicherheitsrat einer russischen Ausbildungsmission mit 175 Ausbildern für lokale Streitkräfte zugestimmt hatte und das 2013 verhängte Waffenembargo aufhob, holte Touadéra seit 2017 Söldner der Gruppe Wagner in das Land. Touadéra sagte Russland im Gegenzug zur russischen Militärhilfe einen Zugang zu den reichen Vorkommen an Diamanten, Gold und Uran in der ZAR zu.
Im April 2018 ernannte Touadéra Boris Becker zum zentralafrikanischen Diplomaten, woraufhin Becker behauptete, er stehe unter diplomatischer Immunität. Der Außenminister Charles-Armel Doubane, dessen Unterschrift dafür notwendig gewesen wäre, erklärte diese Ernennung nachträglich für ungültig.
Im Oktober 2019 erteilte Touadéra russischen Diamantenhändlern die Lizenz für den Im- und Export von Gold und Diamanten aus der Zentralafrikanischen Republik. Recherchen der European Investigative Collaboration ergaben, dass die russische Söldnergruppe Wagner für Russland an der Überwachung des Schürfens von Konfliktdiamanten in der Zentralafrikanischen Republik beteiligt ist und dort Verbindungen zu Touadéra sowie zu russischen Diamantenhändlern unterhält.